# Klaus Dick
Klaus Dick (Köln-Ehrenfeld, 1928. február 27. – 2024. február 25.) német római katolikus pap, a Kölni főegyházmegye segédpüspöke (1975–2003). 1978–2003 között a Kölni dóm dékánja. A németországi Máltai Szeretetszolgálat szövetségi lelkigondozója.

## Életpályája
1947-ben érettségizett a solingeni Schwertstraße Gimnáziumban. Hat évvel később, bonni, müncheni és bensbergi tanulmányai befejeztével, 1953. február 24-én szentelték pappá. Ezt követően Gielsdorfban segédplébánosként és Oedekovenben lelkigondozóként működött. 
1955–1957 között prefektus volt a bonni Collegium Albertinumban, és ezt követően bonni egyetemi lelkész lett. Ez alatt néhány hónapnyi tanulmányi szabadságot kapott müncheni tanulmányaihoz, és 1958-ban a teológia doktorává avatták (Das Analogieprinzip bei J. H. Newman und seine Quelle in J. Butlers Analog., Nürnberg: Glock & Lutz, 1962.)
1963–1969 között a Collegium Albertinum igazgatója volt, ez alatt nevezték ki szentszéki bírónak (Prosynodalrichter), ezt a hivatalt 1972-ig töltötte be. 1969–1972 között a bonni St. Michael templom plébánosa, 1972–1975 között pedig a wuppertal-brameni St. Antonius templom plébánosa volt.
1975. március 17-én nevezték ki Guzabeta címzetes püspökének és kölni segédpüspöknek. 1975. május 19-én avatta őt és Josef Plögert püspökké az akkori Joseph Höffner bíboros, kölni érsek. A fölszentelési szertartásban részt vett Josef Frings bíboros, nyugalmazott kölni érsek, valamint a kölni segédpüspökök Wilhelm Cleven, Augustinus Frotz és Hubert Luthe. Klaus Dick lett a kölni érsekség keleti lelkipásztori körzetének felelőse, valamint püspöki helynökként a hittani és ökumenés kérdések felelőse. Ezelőtt a kölni érsekségben élő külföldi katolikus hívekért felelős püspöki helynök volt. Emellett tagja volt a papok, diakónusok, pasztorális tanácsadók (Pastoralreferent) és lelkipásztori munkatársak (Gemeindereferent) továbbképzéséért tevékenykedő küldöttségnek, valamint az Egyházmegyei Ökumenikus Küldöttség elnöke. 
1978–2003 között a kölni székesegyház dékánja volt. II. János Pál pápa 2003. február 24-én elfogadta nyugalmazási kérelmét 75. életévének betöltésére való tekintettel, valamint pár hónappal később a dékáni hivatalról való lemondását is. Tagja a wuppertali Bergisch-Türingia Német Katolikus Diákegyesületnek a Kartellszövetségben.
80. születésnapjára a Szuverén Máltai Lovagrend a Pro Merito Melitensi érdemrend nagykeresztjét ajándékozta neki pro piis meritis. Klaus Dick a Lovagrend papoknak adható legnagyobb kitüntetését a Máltai Szeretetszolgálat körül való tevékenykedéséért kapta, amelyet 1981 óta szövetségi lelkigondozóként kísért Németországban.
Elsőként celebrált hagyományos római rítusú misét a német püspökök közül, miután megjelent XVI. Benedek pápa Summorum Pontificum című motu proproprioja. A kölni Maria Hilf templomban mutatta be az új főoltár szentelése alkalmából 2009. november 7-én.
Klaus Dick püspöki jelmondata Obsecramus pro Christo, ami azt jelenti, „Krisztus követségében járunk” (2 Kor 5,20).

## Fordítás
- Ez a szócikk részben vagy egészben  a   Klaus_Dick című német Wikipédia-szócikk ezen változatának fordításán alapul.  Az eredeti cikk szerkesztőit annak laptörténete sorolja fel. Ez a jelzés csupán a megfogalmazás eredetét és a szerzői jogokat jelzi, nem szolgál a cikkben szereplő információk forrásmegjelöléseként.

## Kapcsolódó oldalak
- Kölni segédpüspökök listája(wd)
- Kölni kanonokok listája(wd)
- Kölni főegyházmegye
- Guzabeta(wd)
- Szent István Társulati Biblia
- Collegium Albertinum (németül)
- Malteser in Deutschland (németül)
- K.D.St.V. Bergisch-Thuringia im Cartellverband Archiválva 2012. augusztus 30-i dátummal a Wayback Machine-ben (németül)
- XVI. Benedek pápa Summorum Pontificum című motu propropriója
- A Szentszék egyházi bíróságai

1. 1 2 3  Weihbischof em. Dr. Klaus Dick im Alter von 95 Jahren gestorben (német nyelven). (Hozzáférés: 2024. február 25.)
2. ↑  Pontifikalrequiem für Weihbischof em. Klaus Dick (német nyelven), 2024. március 2. (Hozzáférés: 2024. március 3.)